# Vlkovice (Fulnek)
Vlkovice jsou vesnice a část města Fulneku, rozkládající se po obou stranách moravsko-slezské zemské hranice. Nalézají se v okrese Nový Jičín v Moravskoslezském kraji, mezi Ostravou (asi 40 km) a Olomoucí (asi 60 km). Vlkovice leží asi 3 km západně od Fulneku v údolí Husího potoka, který vsí protéká a tvoří takřka celou hranici mezi dvěma původně samostatnými obcemi, Moravskými Vlkovicemi a Slezskými Vlkovicemi, sloučenými roku 1949, a zároveň historickou zemskou hranici Moravy a Slezska.
Obec se nachází v přírodním parku Oderské vrchy.

## Historie
Nejstarší písemná zmínka pochází z roku 1374, kde jsou Moravské Vlkovice uváděné jako Malé Vlkovice a Slezské Vlkovice jako Velké Vlkovice. Moravské Vlkovice patřily celou dobu feudalismu Fulneckému panství, zatímco Slezské Vlkovice byly součástí Oderského panství. V roce 1360 se uvádí dědičné fojtství ve Slezských Vlkovicích, ve stejném období (v letech 1357-1380) v Moravských Vlkovicích.
V letech 1357-1380 byly Moravské Vlkovice přifařeny k Fulneku a Slezské Vlkovice k Vésce. Školu měli obě obce od 18. století společnou na slezské straně. Obyvatelé se živili polním hospodářstvím.
Po roce 1850 patřily Moravské Vlkovice k sousednímu okresu Fulnek a k politickému okresu Nový Jičín, zatímco Slezské Vlkovice byly součástí soudního okresu Odry a politického okresu Opava. Za okupace byly obě obce přičleněny k Německu. Osvobozeny byly 5. 5. 1945. Ve správní reformě v roce 1949 se staly součástí nově vzniklého okresu Vítkov a po roce 1960 okresu Nový Jičín.
Moravské Vlkovice byly v letech 1850-1869 osadou Jerlochovic a pak se osamostatnily. Sloučení Moravských a Slezských Vlkovic v obec Vlkovice bylo provedeno ke 20. prosinci 1949 a schválily je svými usneseními MNV obou obcí. V roce 1964 byla k Vlkovicím připojena obec Dolejší Kunčice. K Fulneku Vlkovice integrovaly k 1. dubnu 1976.

### Moravské Vlkovice
Někdy před rokem 1380 potvrzuje Vojtěch Oderský ze Šternberka vlkovskému fojtu Jakšovi držbu rychty bez práva lovu. Zároveň mu přiznává svobodný lán a právo provozovat krčmu, ve které může vařit pivo pro vlastní potřebu, dále mlýn s jedním kolem a právo zaměstnávat řezníka, pekaře, kováře a ševce. V roce 1374 pak Vojtěch spolu se svým synovcem předává odúmrť obcím na panství oderském, včetně obyvatel de Lupi villa maior et minor.
Roku 1412 byla moravská část patrně v rukou proboštství Březovského. Nakonec však byla během husitských válek zabrána k fulneckému panství, s nímž ji Jan z Žerotína zapsal do olomouckých desek.

#### Statisticky
V roce 1790 čítala ves 23 domů a 171 obyvatel. O 44 let později, tedy v roce 1834, to bylo 24 domů a 157 obyvatel. Nakonec, v roce 1880, ve vsi stálo 26 domů a byla obydlena 169 obyvateli.
K roku 1900 byla rozloha hospodářské půdy 380 ha, z toho 203 ha připadalo na pole, 101 ha k lesům, 58 ha tvořily louky a na pastviny vycházelo pouhých 11 ha, zbylých 7 ha pokrývaly zahrady. Dále se zde chovalo 30 koní, 216 kusů skotu a 68 prasat.

## Znak
Pečetním znamením Slezských Vlkovic byly od roku 1713 radlice a krojidlo. Později byl obraz těchto základních součástí pluhu doplněn ještě třemi obilnými klasy. Moravské Vlkovice měly od počátku 18. století pečetidlo stejné jako Hladké Životice a ostatní vesnice Fulneckého panství. Ve 2. polovině 18. století vznikl nový typář s tzv. mluvícím znamením - kráčejícím vlkem.

## Etymologienázvu obce
Název obce prošel v minulosti mnoha změnami, přičemž nejběžnější variantou byl německý Wolfsdorf, vedle něhož mohlo české obyvatelstvo používat název Vlkovice.
První část tohoto názvu je odvozena od jména zakladatele, který se pravděpodobně jmenoval Wolfgang nebo Wolf. Druhá část názvu, tedy koncovka "dorf", se vztahuje k místu založení a odkazuje na kolonizaci lesní půdy, což odpovídá uspořádání lesní lánové vsi, tedy Waldhufendorf.

## Přírodní podmínky na území Moravských Vlkovic

### Charakter krajiny
Oblast rozprostírající se na katastrálním území Moravských Vlkovic je charakteristická svým vrchovinným terénem, kde středem katastru prochází povrchová vyvýšenina. Z těchto kopců je vidět kulturní krajina uspořádaná mozaikovitě, tvořená převážně pastvinami, méně pak lesy, ornou půdou a téměř chybějícími loukami.
Napříč travnatými porosty a zemědělskými plochami se občas vyskytují interakční prvky, jako jsou jednořadé nebo víceřadé stromořadí, zachovalé podél starých úvozových cest nebo kdysi využívaných tras. Krajina je dále charakteristická zvlněným terénem polních lánů, s jediným remízem na východním okraji území. Tento remíz poskytuje výhled na selský les primárně listnatých dřevin, nacházející se na výrazném vrchu s geologickým podložím tvořeným drobou a břidlicí.
Selský les představuje zalesněné území s převládajícím výmladkovým hospodářstvím listnatých dřevin, které poskytuje dříví na otop. Typický je výběrný způsob hospodaření, kdy se vyřezávají pouze konkrétní stromy a významní jedinci jsou ponecháváni jako výstavky.

## Instituce a pamětihodnosti
Na okraji vesnice se nachází rekreační středisko Dětský mlýn - škola v přírodě, který je zrekonstruován ze starého vodního mlýna na moderní ubytovací zařízení pro děti. Donedávna zde byla i základní škola pro první stupeň. V obci je knihovna, která je v současné době mimo provoz.
Vesnici obklopují zalesněné kopce. Lokalita je velmi vhodná pro turistické akce. Jedinou památkou je kostel sv. Mikuláše.
Dne 30. 7. 2005 byla nedaleko obce vysvěcena zrekonstruovaná kaple sv. Huberta. Zároveň byla slavnostně znovuotevřena zrekonstruovaná moderní Střelnice Hubert Vlkovice.
JZD bylo ve Vlkovicích založeno v roce 1956 a později bylo součástí ekonomického celku JZD Mír se sídlem ve Fulneku. Nyní spravuje pole, patřící k obci Vlkovice, ZOD Slezská dubina Větřkovice.
- Vodní mlýn č.p. 38, Slezské Vlkovice